# 고래지방

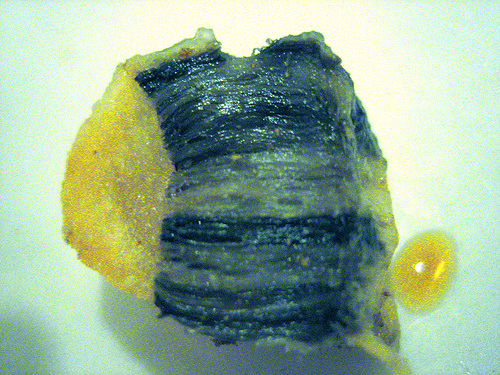

경지(鯨脂, blubber)란 모든 고래류, 기각류, 해우류의 피하에 존재하는 두꺼운 지방조직 층이다.

## 같이 보기
- 막탁